# شيلدون ديبل
شيلدون ديبل (بالإنجليزية: Sheldon Dibble)‏ هو مترجم ومؤرخ أمريكي، ولد في 26 يناير 1809 في Skaneateles, New York ‏ في الولايات المتحدة، وتوفي في 22 يناير 1845 في Lahainaluna High School ‏ في الولايات المتحدة.